# Pherecardia quinquemaculata
Pherecardia quinquemaculata is een borstelworm uit de familie Amphinomidae. Het lichaam van de worm bestaat uit een kop, een cilindrisch, gesegmenteerd lichaam en een staartstukje. De kop bestaat uit een prostomium (gedeelte voor de mondopening) en een peristomium (gedeelte rond de mond) en draagt gepaarde aanhangsels (palpen, antennen en cirri).
Pherecardia quinquemaculata werd in 1927 voor het eerst wetenschappelijk beschreven door Augener.